# Zaszków-Kolonia
Zaszków-Kolonia – wieś sołecka w Polsce położona w województwie mazowieckim, w powiecie ostrowskim, w gminie Nur.
W latach 1975–1998 miejscowość administracyjnie należała do województwa łomżyńskiego.
Wierni kościoła rzymskokatolickiego należą do parafii św. Jana Apostoła w Nurze.

## Historia wsi
Przez wieki obszar współczesnej wsi Zaszków-Kolonia był częścią wsi Zaszków.
W pierwszej połowie XVI wieku powstał tu folwark, który istniał do początku XX wieku. Przeprowadzony w 1921 spis powszechny wykazał w folwarku 6 domów i 160 mieszkańców (w tym 9 Żydów). W 1929 właścicielem folwarku o powierzchni 468 ha był Józef Gromada.
Kryzys gospodarczy z przełomu lat 20. i 30. zmusił właściciela do wyprzedaży ziemi. Wkrótce powstało to około 20 gospodarstw, rozrzuconych po całej powierzchni folwarku, należących administracyjnie do wsi Zaszków.

## Ludzie związani z Zaszkowem-Kolonią
- Józef Gromada